# Liste der Monuments historiques in Salies-du-Salat
Die Liste der Monuments historiques in Salies-du-Salat führt die Monuments historiques in der französischen Gemeinde Salies-du-Salat auf.

## Liste der Bauwerke
| Bezeichnung                             | Beschreibung              | Standort | Kennzeichnung | Schutzstatus | Datum | Bild           |
| --------------------------------------- | ------------------------- | -------- | ------------- | ------------ | ----- | -------------- |
| Ruine der Kirche Notre-Dame-de-la-Pitié | Erbaut im 14. Jahrhundert | (Lage)   | PA00094483    | Inscrit      | 1925  | weitere Bilder |

## Liste der Objekte
- Monuments historiques (Objekte) in Salies-du-Salat in der Base Palissy des französischen Kultusministeriums